# Do Somethin’
A Do Somethin’ Britney Spears amerikai énekesnő dala első, Greatest Hits: My Prerogative című válogatásalbumáról. 2005. február 14-én jelent meg a Jive Records gondozásában az album második kislemezeként világszerte, Észak-Amerikát kivéve. Producere Bloodshy & Avant volt. A dalt sosem tervezték kislemezként kiadni, Britneynek meg kellett győznie kiadóját, hogy klipet forgathassanak a számhoz. A felvétel dance-pop stílusú, elektromos gitárok kísérik. Dalszövege a felhőtlen életről, és mások véleményével való nemtörődésről szól.
A kritikusok pozitívan fogadták a felvételt. Habár az Egyesült Államokban nem jelent meg a dal, több helyi kislemezlistán jelent meg a felvétel, és a Hot 100-as listán századik lett. Világszerte úgyszintén sikeres lett, top 10-es hellyel büszkélkedhet Ausztriában, Dániában, Svédországban és az Egyesült Királyságban is. 2007-ben Britney előadta a dalt az M+M's Tour állomásain, a 2009-es The Circus Starring Britney Spears turnén, illetve 2013-tól a Britney: Piece of Me rezidenskoncerten is.

## Háttér
2004. augusztus 13-án Britney bejelentette, kiadja első, Greatest Hits: My Prerogative című válogatásalbumát 2004. november 16-án. A címet Bobby Brown eredeti számának feldolgozása, a My Prerogative után kapta a lemez. A borító Bloodshy & Avant műve, akik a Toxic-on is dolgoztak 2003-ban. Egy DVD is megjelent ugyanezen a napon, mely Britney klipjeit tartalmazta. 2004. szeptember 13-án jelent meg a számlista a gyűjteményalbumhoz, mely három új számot tartalmazott: My Prerogative, I’ve Just Begun (Having My Fun) és Do Somethin’. A dal egy része Stockholmban készült, Britney hangját New York-ban vették fel. A háttérvokált Britney mellett Angelo Hunte és BlackCell biztosította. A dalt sosem tervezték kislemezként kiadni. Spears akarta kiadni, illetve a klip forgatásához is meg kellett győznie kiadóját. A felvétel a Greatest Hits: My Prerogative második kislemezeként jelent meg 2005. február 14-én.

## Videóklip
A dalhoz tartozó videóklipet 2004 decemberében forgatták Los Angeles-ben. Rendezője Britney és Billie Woodruff volt, utóbbival az énekesnő Born to Make You Happy című számánál dolgozott. Spears Mona Lisaként emlegeti magát a klipben; szerinte „egyszerűbb a Mona Lisa név a Britney helyett.” A klip koreográfiáját is Britney dolgozta ki, ruháztatást Juicy Couture intézte. Spears szerint „20 videóklip után unalmas ugyanazt a szerepet játszani. Szerintem a kamera mögött állni néha csodálatosabb, mint előtte.”
A videóklipben Britney egy rózsaszín "Love Boat" feliratú pólót visel, és egy Hole in the Wall elnevezésű klubba sétál négy barátnőjével, később egy rózsaszín repülő autóban látható az énekesnő. A Hummer Louis Vuitton műszerfalú. Megérkeznek a klubba, ahol emberek szórakoznak. Spears és társai a színpadon jelennek meg. A videóban Spears egy másik szobában is látható, fekete alsóneműben. Mivel a videót az Egyesült Államokban nem tervezték kiadni, az MTV írországi és brit csatornáin debütált 2005. január 21-én. Három nappal előtte viszont kiszivárgott a videó.
Egy Louis Vuitton műszertábla használata kisebb vitát okozott, emiatt végül 80 000 euró kártérítést fizetett a Jive Records.

## Slágerlistás helyezések
| Slágerlista (2005)                    | Legmagasabb helyezés |
| ------------------------------------- | -------------------- |
| Ausztrália (ARIA)                     | 8                    |
| Ausztria (Ö3 Austria Top 40)          | 21                   |
| Belgium (Ultratop 50 Flanders)        | 12                   |
| Belgium (Ultratop 50 Wallonia)        | 10                   |
| Canada (Canadian Singles Chart)       | 16                   |
| Czech Republic (IFPI)                 | 11                   |
| Dánia (Tracklisten Top 40)            | 4                    |
| Europe (Eurochart Hot 100 Singles)    | 2                    |
| Franciaország (Single Top 100)        | 70                   |
| Németország (Media Control Charts)    | 18                   |
| Greece (IFPI Greece)                  | 5                    |
| Hungary (Mahasz)                      | 4                    |
| Ireland (IRMA)                        | 4                    |
| Hollandia (Top 40)                    | 13                   |
| Norvégia (VG-lista)                   | 12                   |
| Skócia (Scottish Singles Top 40)      | 7                    |
| Svédország (Sverigetopplistan)        | 10                   |
| Svájc (Schweizer Hitparade)           | 11                   |
| Egyesült Királyság (UK Singles Chart) | 6                    |
| US Billboard Hot 100                  | 100                  |

| Slágerlista (2005)               | Legmagasabb helyezés |
| -------------------------------- | -------------------- |
| Australian Singles Chart         | 67                   |
| Belgian Singles Chart (Flanders) | 74                   |
| Belgian Singles Chart (Wallonia) | 96                   |
| Swedish Singles Chart            | 65                   |

## Minősítések
| Ország                  | Minősítés | Eladás  |
| ----------------------- | --------- | ------- |
| Ausztrália (ARIA)       | Arany     | 35,000  |
| Svédország (GLF)        | Arany     | 10,000  |
| Egyesült Államok (RIAA) |           | 420,000 |

## Számlista és formátumok
| - CD kislemez 1. Do Somethin’ – 3:22 2. Do Somethin’ (DJ Monk's Radio Edit) – 4:12 - Maxi kislemez 1. Do Somethin’ – 3:22 2. Do Somethin’ (DJ Monk's Radio Edit) – 4:12 3. Do Somethin’ (Thick Vocal Mix) – 7:59 4. Everytime (Valentin Remix) – 3:25 | - The Singles Collection kislemez 1. Do Somethin’ – 3:22 2. Do Somethin’ (Thick Vocal Mix) – 7:59 |